# Söğüt Çayı
Il fiume di Söğüt (Söğüt Çayı, « fiume del salice  ») attraversa la città di Söğüt nella  provincia di Bilecik ed è tagliato dalla diga di Kızıldamlar. Attraversa il villaggio di Kızıldamlar e confluisce col fiume di Sorgun  (Sorgun Çayı) che è un affluente del fiume Sakarya. 